# 萝伯塔·梅措拉
萝伯塔·梅措拉（發音：[ɹɔˈbɝta ˈmɛtsɔla]；1979年1月18日—），马耳他政治人物。现任欧洲议会议长。曾于2022年1月11日至1月18日代理欧洲议会议长一职。
梅索拉在2013年首次當選歐洲議會議員，之後在2020年11月成為歐洲議會第一副議長。 在議長大卫·萨索利逝世後，2022年1月18日，欧洲议会以458票赞成，正式选举梅措拉担任欧洲议会议长；时年43岁，梅措拉成为第一位来自马耳他的欧洲议会议长、至今最年轻的议长和自2002年以来的第一位女性议长。
2024年7月16日举行的欧洲议会议长选举中，梅措拉以562票赞成的结果，高票连任欧洲议会议长。

## 荣誉

### 外国勋章奖章
- 一等奧爾加大公夫人勳章（英语：Order of Princess Olga）[7]
- 一等功绩勋章（乌克兰，2022年8月23日公布[8]）